# سيميون دفويريس
سيميون دفويريس (بالروسية: Семён Исаакович Двойрис, نقحرة: سيميون إيزاكوفيتش دفوريس; ولد في 2 نوفمبر 1958) لاعب شطرنج روسي لقب بالأستاذ كبير.

## إنجازات
- تعادل على المركز الأول والثاني مع ألكسي كوروتيليف في دورة جينيف المفتوحة للشطرنج عام 2001.
- فاز بدورة إزمايلوف التذكارية للشطرنج في عام 2010 في تومسك، وتعادل على المراكز من الأول للرابع مع سيرغي يودن، بافل سميرنوف، سيرغي إسكوسني.
- شارك في ألعاب مكابيه عام 2017.

## روابط خارجية
- سيميون دفويريس على موقع الاتحاد الدولي للشطرنج (الإنجليزية)
- سيميون دفويريس على موقع مباريات الشطرنج (الإنجليزية)
- سيميون دفويريس على موقع 365Chess.com (الإنجليزية)
- سيميون دفويريس على موقع Chesstempo.com (الإنجليزية)